# Auscultation cardiaque

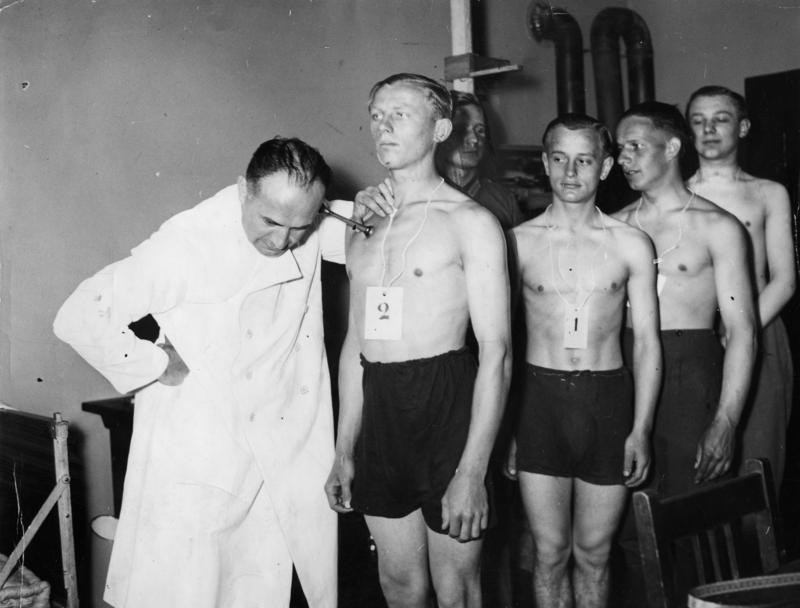
Auscultation cardiaque à l'aide d'un stéthoscope, 1935.

L'auscultation cardiaque est la technique permettant l'écoute du cœur par l'intermédiaire d'un stéthoscope.
Elle fait partie intégrante de l'examen clinique du patient.

## Technique

Schéma avec la projection des points d'auscultation :
bleu : foyer aortique,
jaune : foyer pulmonaire,
bleu clair : foyer d'Erb,
rouge : foyer tricuspididien,
vert: foyer mitral ou apexien

L'auscultation du cœur se fait de principe chez un patient torse nu, dans une ambiance silencieuse. Le patient est classiquement allongé sur le dos (décubitus dorsal), mais certaines anomalies peuvent s'entendre mieux en position assise ou le patient allongé sur le côté gauche (décubitus latéral gauche).
Les principaux lieux d'écoute sont :
- un peu en dessous de l'extrémité interne de la clavicule droite (deuxième espace intercostal droit, contre le sternum) : foyer aortique ;
- un peu en dessous de l'extrémité interne de la clavicule gauche (deuxième espace intercostal gauche, contre le sternum) : foyer pulmonaire ;
- au niveau de la pointe du cœur, (repéré à la palpation de la partie gauche du thorax) : apex ou foyer apexien (mitral) ;
- en dedans de la zone précédente, sous le sternum : foyer xiphoïdien (tricuspide).

La reconnaissance des différents bruits ou anomalies requiert une pratique assidue : les anomalies sont très souvent discrètes et peuvent échapper à une oreille non habituée.

## Auscultation normale
On entend à n'importe quel foyer (un peu plus clairement à l'apex) le Tap-poum, c'est-à-dire la succession de deux bruits (sons brefs) rapprochés :
- le premier bruit, appelé B1, correspond à la fermeture de la valve mitrale, au début de la contraction ventriculaire gauche, de l'ouverture de la valve aortique et de l'éjection du sang dans l'aorte. C'est la fin de la diastole et le début de la systole ;
- le deuxième bruit, appelé B2, de même tonalité que le premier (contrairement à ce que peut laisser entendre l'expression « Tap-poum »), correspond à la fermeture de la valve aortique, au début de la relaxation ventriculaire gauche, de l'ouverture de la valve mitrale et du remplissage du ventricule gauche par l'oreillette. C'est la fin de la systole et le début de la diastole.

Des phénomènes parallèles à ceux décrits ci-dessus ont lieu au niveau du cœur droit.
On peut analyser également le rythme cardiaque (fréquence, irrégularité) par l'auscultation cardiaque.

## Auscultation anormale
Trois types d'anomalies peuvent s'entendre : les anomalies des bruits physiologiques, des bruits surajoutés et des souffles cardiaques.

### Anomalies des bruits physiologiques
Le B1 comme le B2 peuvent être dédoublés, pouvant témoigner d'un décalage entre le cœur droit et le cœur gauche, le plus souvent indices d'une maladie du premier, surtout s'il est fixe, c'est-à-dire quel que soit le temps de la respiration. Un dédoublement variable avec cette dernière peut être tout à fait normal. Ces dédoublements s'observent en cas de bloc de branche. Le dédoublement de B2 peut être entendu dans la communication inter-auriculaire.
Il peut être perçu un « éclat » des bruits cardiaques : l'éclat du B1, perçu à l'apex, traduit généralement une sclérose de la valve mitrale dans le cadre d'un rétrécissement mitral ; l'éclat du B2 au niveau du foyer aortique dans le cadre d'une hypertension artérielle ou au foyer pulmonaire dans le cadre d'une hypertension artérielle pulmonaire.
Les bruits du cœur peuvent également être assourdis (par diminution de leur intensité) dans le cadre d'un épanchement pleural ou d'un épanchement péricardique, d'une insuffisance cardiaque ou lors d'une obésité. D'autres circonstances où l'on trouve l'assourdissement des bruits cardiaques sont les valvulopathies comme l'insuffisance mitrale lors de l'assourdissement du B1 et le rétrécissement de la valve aortique ou pulmonaire selon le siège de l'auscultation dans le contexte d'un assourdissement du B2.

### Bruits surajoutés
Dans certaines affections cardiaques, il est possible d'entendre un troisième bruit, appelé B3 (après le B2), voire un quatrième, appelé B4 (situé entre le B3 et le B1). Ils sont communément appelés « galops ». Ces bruits sont donc diastoliques. Dans certains cas, on peut entendre un bruit d'ouverture d'une valve (clic).
Le B3 semble être le résultat de la tension rapide des cordages tendineux lors du remplissage ventriculaire rapide, ainsi que de l'expansion du ventricule.
Un B3 est souvent le signe clinique d'une pathologie qui crée une surcharge de volume due à une insuffisance cardiaque, ou encore de l'augmentation du flot entre les valves qui accompagne une régurgitation tricuspidienne ou mitrale.
On peut également retrouver un B3 de façon physiologique chez les jeunes en bonne santé; dans ce cas-ci, il représenterait l'expansion rapide d'un ventricule souple.
Le B4 survient lors du remplissage actif du ventricule, et ce son représente la poussée du sang par la contraction auriculaire contre un ventricule peu compliant. Ce manque de compliance est souvent créé par une hypertrophie ventriculaire ou une ischémie myocardique.
Le B4 est signe de compliance ventriculaire diminuée habituellement par surcharge de pression (ex. : cardiopathie hypertensive, sténose aortique) ; lors de la contraction auriculaire il y a augmentation de résistance au remplissage ventriculaire créant le B4.
En cas d'immobilité d'une valve, comme on peut le voir par exemple lors d'un rétrécissement aortique important, un bruit peut disparaître (abolition du B2 dans le cas cité).

#### Bruits systoliques
Un clic mésotélésystolique (milieu et fin de systole) peut être perçu dans le cadre d'un prolapsus de la valve mitrale.

#### Bruits diastoliques
Les deux types de galop, B3 et B4, sont diastoliques.
En cas de rétrécissement mitral, il peut être entendu un claquement d'ouverture mitral, bruit sec, près du B2, entendu à l'apex.

### Souffle cardiaque
Il est secondaire à un régime d'écoulement sanguin turbulent dans le cœur.
Il est caractérisé par :
- sa localisation : foyer où il est le mieux entendu ;
- ses paramètres temporels :
  - systolique ou diastolique (suivant qu'il se situe entre B1 et B2 ou entre B2 et B1)
  - en début de période : protosystolique ou protodiastolique
  - en milieu de période : mésosystolique ou plus rarement mésodiastolique
  - en fin de période : télésystolique ou télédiastolique
  - sur toute la période : holosystolique ou holodiastolique.
- son timbre, la terminologie en restant très subjective : râpeux, musical…
- ses irradiations : autres lieux où il peut s'entendre, différent de sa localisation principale ;
- sa variation avec la respiration ou avec la position.

Par exemple, un souffle d'insuffisance mitrale est typiquement décrit comme un souffle holosystolique musical au foyer apexien.
Un souffle organique correspond à une anomalie du cœur. Il est opposé au souffle fonctionnel correspondant à l'augmentation du débit cardiaque provoqué par le stress et provoquant ainsi de petites turbulences.

### Autres anomalies
Le frottement péricarditique est un bruit continu, systolo-diastolique, qui s'entend lors des péricardites. (à distinguer du « frottement pleural » qui, lui, cesse à l'arrêt de la respiration).
Chez le patient porteur d'une valve artificielle mécanique, il existe un bruit métallique d'ouverture de cette dernière.

## Techniques complémentaires
Le phonocardiogramme est la représentation des phénomènes auditifs sur un papier déroulant. Il a un intérêt essentiellement pédagogique mais n'est plus guère utilisé en pratique courante.